# Saint-Paul-en-Jarez
Pour les articles homonymes, voir Saint-Paul.
Saint-Paul-en-Jarez est une commune française située dans le département de la Loire en région Auvergne-Rhône-Alpes.

## Toponymie
Au Moyen Âge, le nom du village a pris des formes diverses selon les documents qui le mentionnent et l'époque :
- Ecclésia de Sancto Paulo (XIe siècle) ;
- Parochia sancti Pauli in Jaresio, 1280 ;
- Chastel de Saint-Pol-en-Jareis, 1344 ;
- Saint-Pol-en-Jarez, 1555 ;
- Saint-Paul-en-Jarrêt, 1770 ;
- Saint-Paul-en-Jarret, 1770 ;
- Sous la Révolution française, Saint-Paul, la commune prend le nom de Paul-Pilat puis de Valdorlay ;
- Saint-Paul-en-Jarret (Jarrest), XIXe siècle ;
- Saint-Paul-en-Jarez, décret du 23 décembre 1914.

Ses habitants sont appelés les Sampoutaires.

## Géographie
Saint-Paul-en-Jarez est une porte d'entrée dans le parc naturel régional du Pilat à 7 km à l'est de Saint-Chamond et 22 km à l’est de Saint-Étienne.
La superficie de la commune est de 19,98 km2 ; son altitude varie de 313  à   947 mètres.
| La Grand-Croix | Lorette                | Farnay                |
| L'Horme        | Saint-Paul-en-Jarez    | Sainte-Croix-en-Jarez |
| Saint-Chamond  | La Terrasse-sur-Dorlay | Pélussin              |

### Climat
Pour des articles plus généraux, voir Climat d'Auvergne-Rhône-Alpes et Climat de la Loire.
En 2010, le climat de la commune est de type climat océanique dégradé des plaines du Centre et du Nord, selon une étude du Centre national de la recherche scientifique s'appuyant sur une série de données couvrant la période 1971-2000. En 2020, Météo-France publie une typologie des climats de la France métropolitaine dans laquelle la commune est exposée à un climat de montagne ou de marges de montagne et est dans la région climatique Nord-est du Massif Central, caractérisée par une pluviométrie annuelle de 800 à 1 200 mm, bien répartie dans l’année.
Pour la période 1971-2000, la température annuelle moyenne est de 11,1 °C, avec une amplitude thermique annuelle de 17,3 °C. Le cumul annuel moyen de précipitations est de 817 mm, avec 8,9 jours de précipitations en janvier et 6,1 jours en juillet. Pour la période 1991-2020, la température moyenne annuelle observée sur la station météorologique de Météo-France la plus proche, « St-chamond-p », sur la commune de Saint-Chamond à 5 km à vol d'oiseau, est de 12,5 °C et le cumul annuel moyen de précipitations est de 681,9 mm,. Pour l'avenir, les paramètres climatiques de la commune estimés pour 2050 selon différents scénarios d'émission de gaz à effet de serre sont consultables sur un site dédié publié par Météo-France en novembre 2022.

## Urbanisme

### Typologie
Au 1er janvier 2024, Saint-Paul-en-Jarez est catégorisée centre urbain intermédiaire, selon la nouvelle grille communale de densité à sept niveaux définie par l'Insee en 2022.
Elle appartient à l'unité urbaine de Saint-Étienne, une agglomération inter-départementale regroupant 32  communes, dont elle est une commune de la banlieue,,. Par ailleurs la commune fait partie de l'aire d'attraction de Saint-Étienne, dont elle est une commune de la couronne,. Cette aire, qui regroupe 105 communes, est catégorisée dans les aires de 200 000 à moins de 700 000 habitants,.

### Occupation des sols
L'occupation des sols de la commune, telle qu'elle ressort de la base de données européenne d’occupation biophysique des sols Corine Land Cover (CLC), est marquée par l'importance des territoires agricoles (64,3 % en 2018), une proportion sensiblement équivalente à celle de 1990 (63,9 %). La répartition détaillée en 2018 est la suivante : 
prairies (37,9 %), zones agricoles hétérogènes (24,8 %), forêts (17,1 %), zones urbanisées (7,2 %), milieux à végétation arbustive et/ou herbacée (7,2 %), zones industrielles ou commerciales et réseaux de communication (4,2 %), cultures permanentes (1,6 %). L'évolution de l’occupation des sols de la commune et de ses infrastructures peut être observée sur les différentes représentations cartographiques du territoire : la carte de Cassini (XVIIIe siècle), la carte d'état-major (1820-1866) et les cartes ou photos aériennes de l'IGN pour la période actuelle (1950 à aujourd'hui).

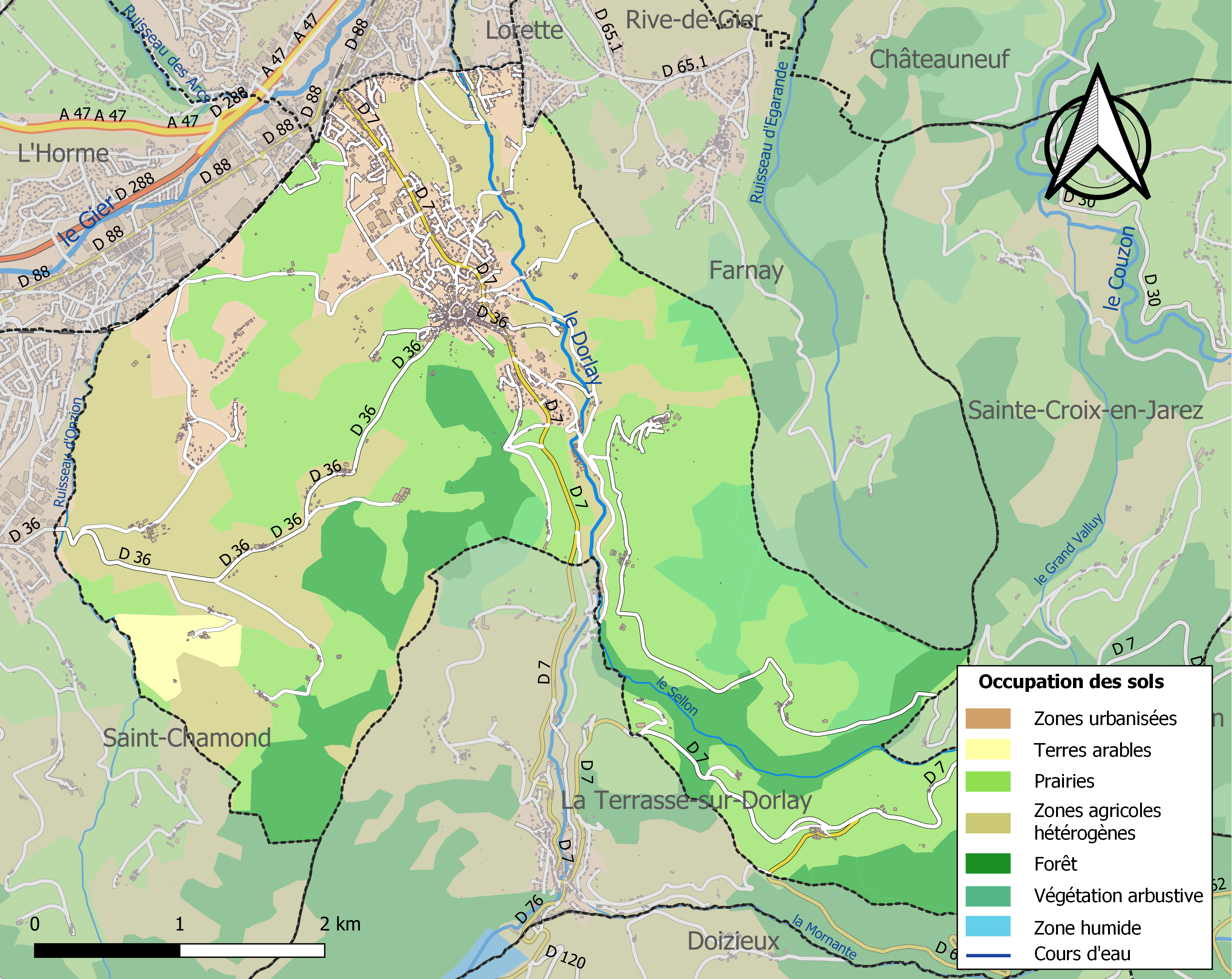
Carte des infrastructures et de l'occupation des sols de la commune en 2018 (CLC).

## Histoire
Ancien nom : Saint-Paul-en-Jarret (Bulletins des lois) jusqu'en 1914.
- Le village est mentionné dès le Xe siècle.
- L'ancien bourg fortifié, seigneurie du Lyonnais sous l'Ancien Régime.
- Le surnom donné aux villageois de Saint-Paul-en-Jarez : les "Dindes" .
- Une pittoresque querelle de clochers entre Saint-Paul-en-Jarez et Farnay ne trouva sa conclusion qu'en 1790, lorsque l'administration détacha Farnay de Saint-Paul.
- Elle céda le 27 avril 1847, (avec Farnay / Rive-de-Gier ; Saint-Genis-Terrenoire aujourd'hui Genilac) une partie de son territoire qui deviendra Lorette.
- En 1860, une partie du territoire de Saint-Paul-en-Jarez et de celui de Cellieu a donné naissance à La Grand-Croix.
- Elle céda enfin en 1905, (avec Saint-Julien-en-Jarez) une partie de son territoire qui deviendra L'Horme.

## Industrialisation

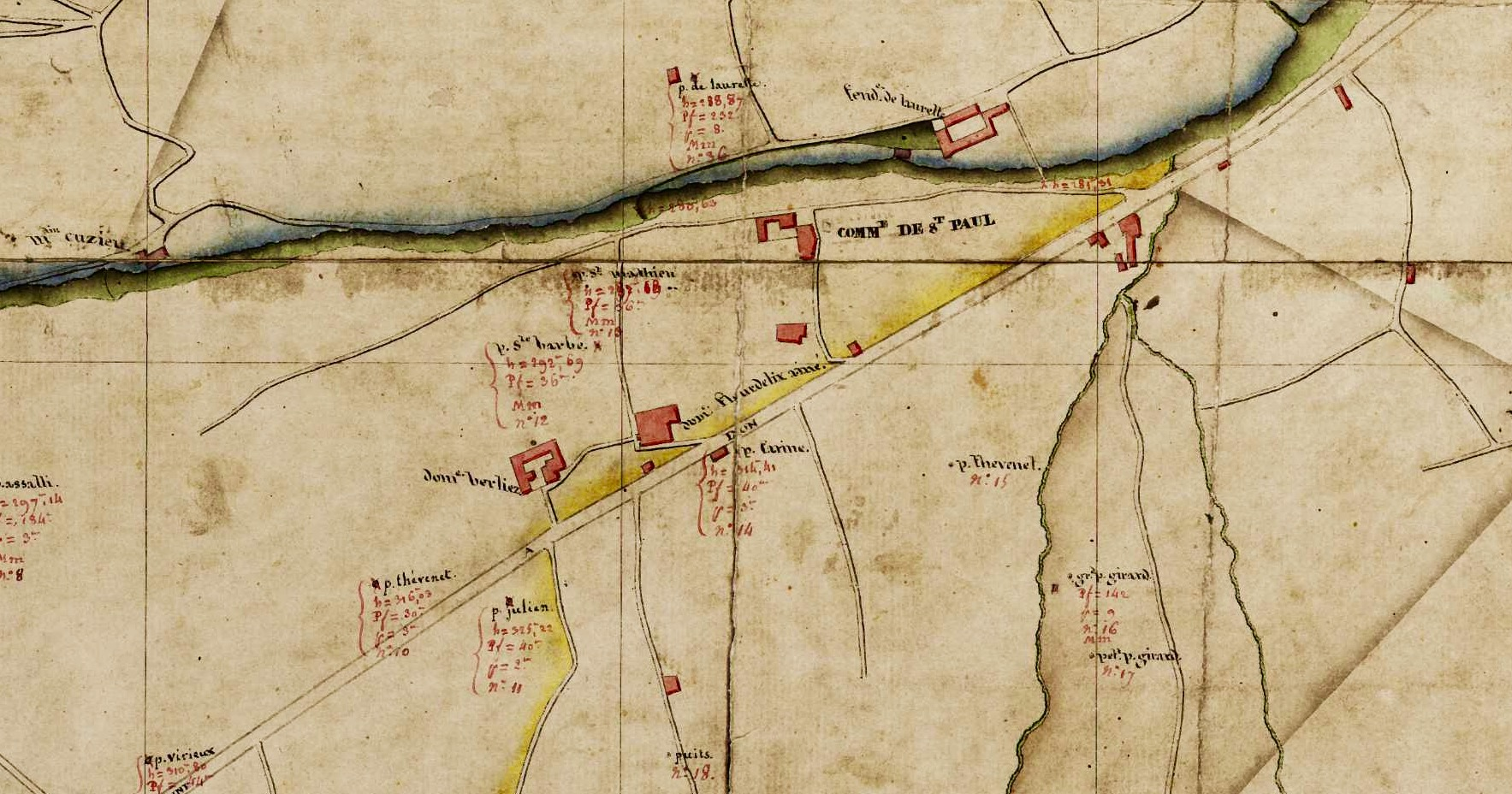
Saint-Paul-en-Jarez, extrait de l'Atlas Beaunier 1813 : mines.

Le bassin houiller de Rive-de-Gier comprend la commune de Saint-Paul-en-Jarez sur laquelle se trouvent des puits de mine.
L'industrie est présente notamment avec les établissements Marquise, fondés en 1872, par Victor Marquise (1838-1900) et continués par ses enfants. Cette manufacture fabrique des crayons, des porte-mines et des porte-plumes.
En 1897, la production de la manufacture Marquise est assurée par deux usines actionnées par trois puissantes machines à vapeur qui sortent vingt-deux mille crayons graphite par jour.
Il existait aussi l'usine Gonin (moulinage et passementerie) et l'usine Berry (moulinage).
En 1893, a lieu une grève ouvrière aux usines Marquise.

## Photographies industrielles

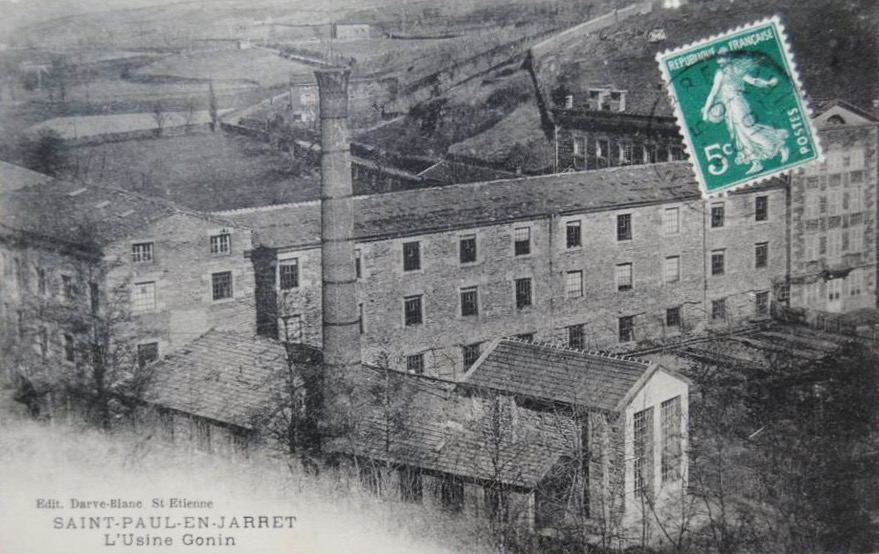
Saint-Paul-en-Jarez, usine Gonin.
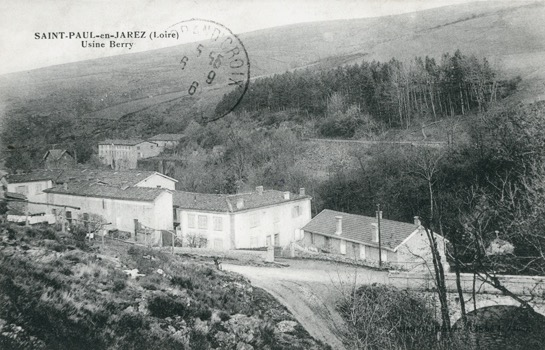
Saint-Paul-en-Jarez, usine Berry.
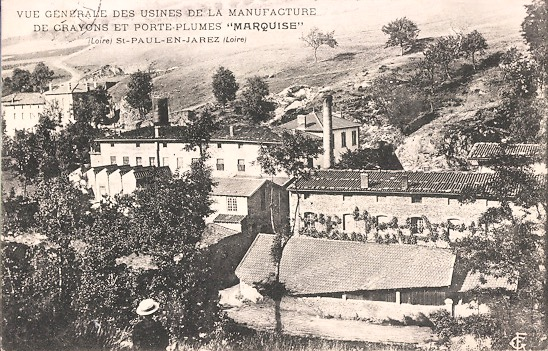
Saint-Paul-en-Jarez, usine Marquise, fabrication de crayons graphite.
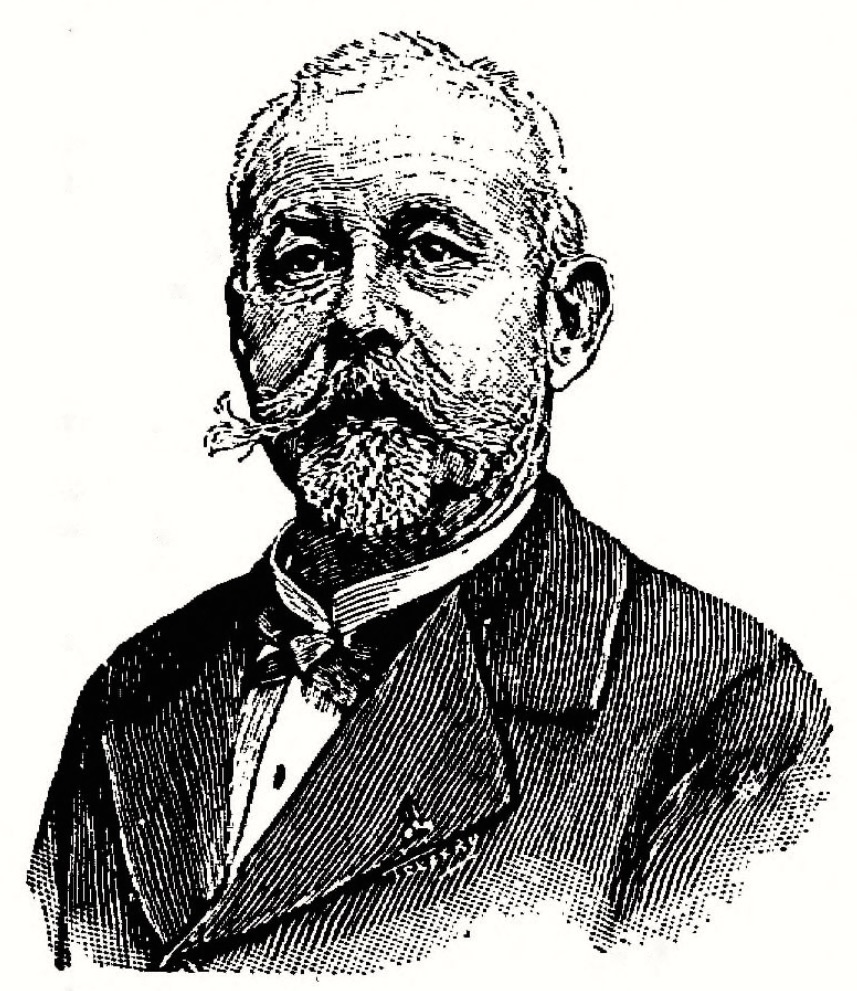
Victor Marquise (1838-1900), fabricant industriel de crayons à Saint-Paul-en-Jarez.
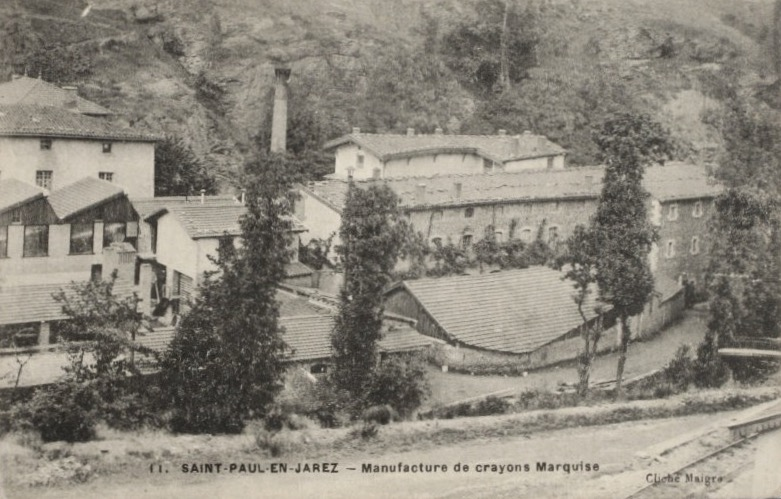
Saint-Paul-en-Jarez, manufacture Marquise.
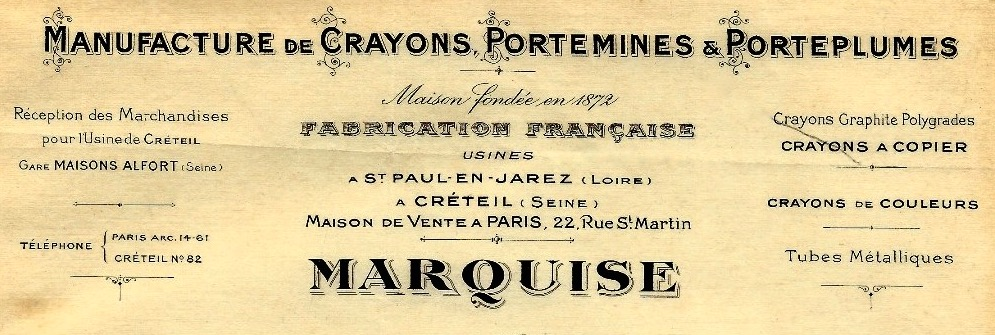
Saint-Paul-en-Jarez, usine Marquise, entête de la Manufacture.
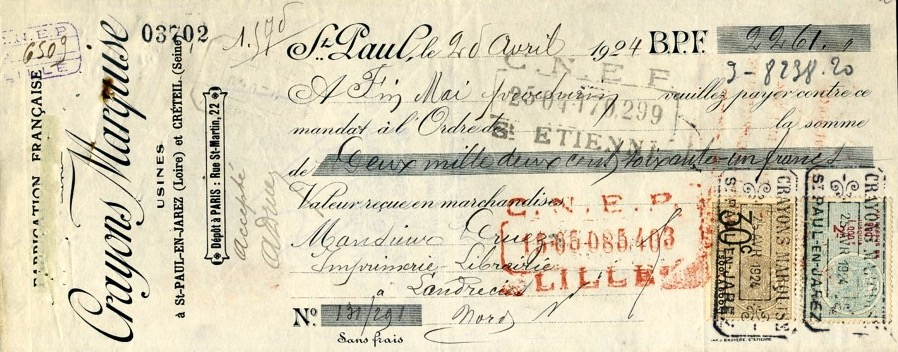
Saint-Paul-en-Jarez, mandat usines Marquise, 1924.
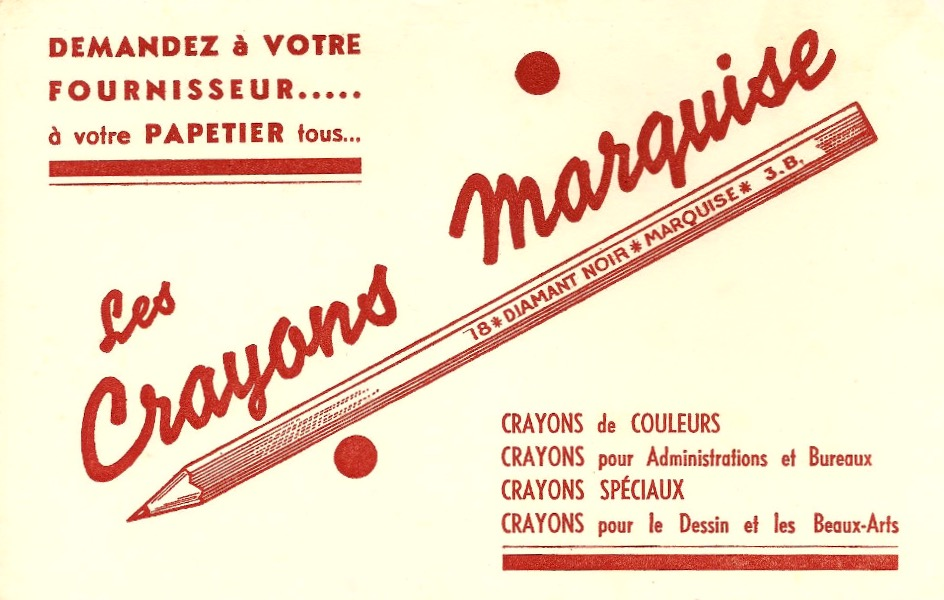
Saint-Paul-en-Jare, Les crayons Marquise.
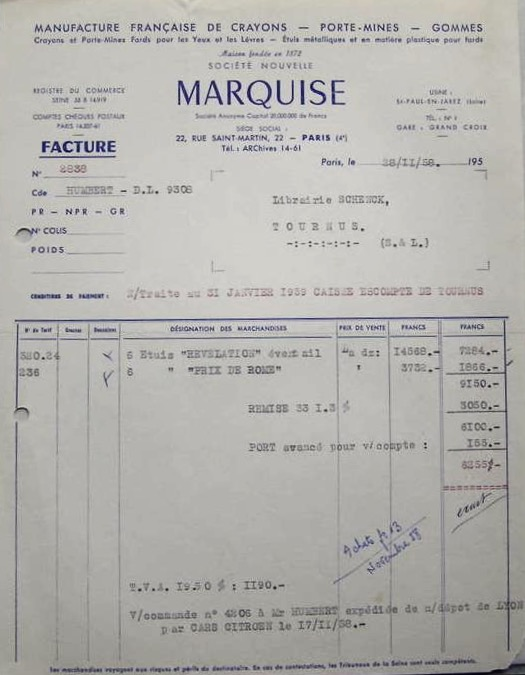
Saint-Paul-en-Jarez, usine Marquise facture, 1958.

## Politique et administration

### Liste des maires
| Période                                  | Période   | Identité        | Étiquette | Qualité |
| ---------------------------------------- | --------- | --------------- | --------- | --- |
| Les données manquantes sont à compléter. |           |                 |           | |
| mars 1965                                | mars 1971 | Lucien Rey      |           | |
| mars 1971                                | mars 1977 | Noël Landy      |           | |
| mars 1977                                | mai 1979  | André Villard   |           | |
| mai 1979                                 | mars 1989 | Henri Juge      |           | |
| mars 1989                                | mars 2008 | Michel Paul     | UDF       | |
| mars 2008                                | mai 2020  | Pascal Majonchi | SE        | |
| mai 2020                                 | En cours  | Kamel Bouchou   | SE        | Médecin hospitalier à l'Hôpital du Gier (Saint-Chamond) Premier adjoint de Pascal Majonchi à la mairie de Saint-Paul-en-Jarez (? → mai 2020) |

## Démographie
L'évolution du nombre d'habitants est connue à travers les recensements de la population effectués dans la commune depuis 1793. Pour les communes de moins de 10 000 habitants, une enquête de recensement portant sur toute la population est réalisée tous les cinq ans, les populations de référence des années intermédiaires étant quant à elles estimées par interpolation ou extrapolation. Pour la commune, le premier recensement exhaustif entrant dans le cadre du nouveau dispositif a été réalisé en 2004.

En 2022, la commune comptait 4 758 habitants, en évolution de −1,63 % par rapport à 2016 (Loire : +1,32 %, France hors Mayotte : +2,11 %).
| 1793  | 1800  | 1806  | 1821  | 1831  | 1836  | 1841  | 1846  | 1851  |
| ----- | ----- | ----- | ----- | ----- | ----- | ----- | ----- | ----- |
| 2 300 | 1 800 | 1 773 | 2 845 | 3 464 | 3 785 | 4 356 | 4 328 | 4 094 |

| 1856  | 1861  | 1866  | 1872  | 1876  | 1881  | 1886  | 1891  | 1896  |
| ----- | ----- | ----- | ----- | ----- | ----- | ----- | ----- | ----- |
| 4 840 | 3 111 | 3 289 | 3 305 | 3 448 | 3 456 | 3 548 | 3 368 | 3 568 |

| 1901  | 1906  | 1911  | 1921  | 1926  | 1931  | 1936  | 1946  | 1954  |
| ----- | ----- | ----- | ----- | ----- | ----- | ----- | ----- | ----- |
| 3 944 | 2 973 | 2 920 | 2 691 | 2 617 | 2 629 | 2 396 | 2 313 | 2 651 |

| 1962  | 1968  | 1975  | 1982  | 1990  | 1999  | 2004  | 2006  | 2009  |
| ----- | ----- | ----- | ----- | ----- | ----- | ----- | ----- | ----- |
| 2 561 | 2 600 | 3 360 | 3 819 | 4 179 | 4 129 | 4 000 | 3 992 | 4 090 |

| 2014  | 2019  | 2022  | - | - | - | - | - | - |
| ----- | ----- | ----- | - | - | - | - | - | - |
| 4 656 | 4 817 | 4 758 | - | - | - | - | - | - |

## Culture locale et patrimoine

### Lieux et monuments
- Église Saint-Paul.
- Chapelle de l'ancien couvent de Lachat.
- Château de la Bâtie.
- Le col de la Croix de Montvieux (811 m), en limite sud-est du territoire communal et emprunté lors de la 18e étape du Tour de France 2008 et de la 13e étape du Tour de France 2014.

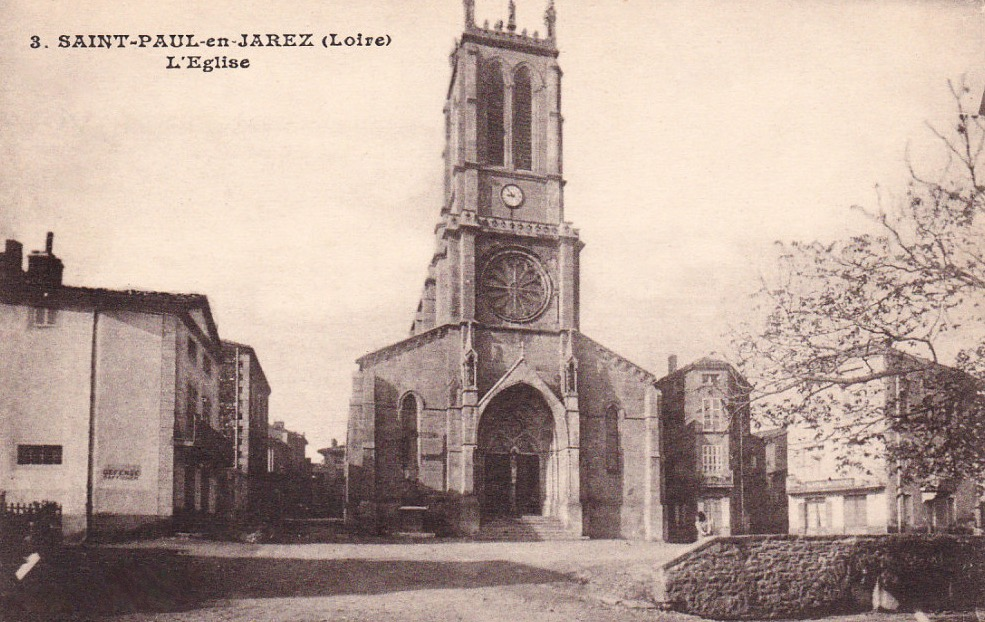
Saint-Paul-en-Jarez, l'église.
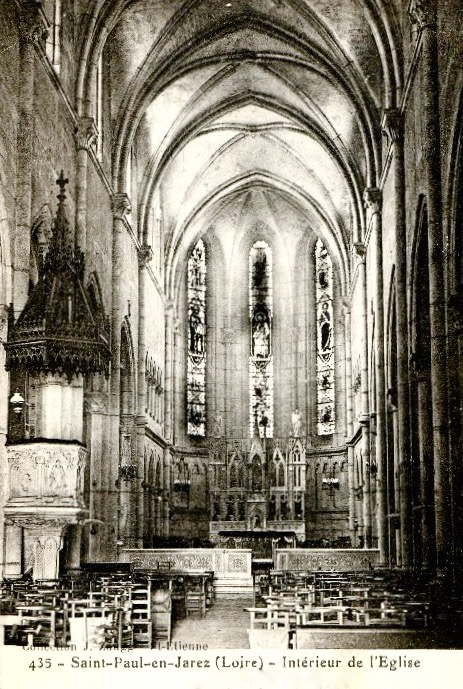
Saint-Paul-en-Jarez, intérieur de l'église.
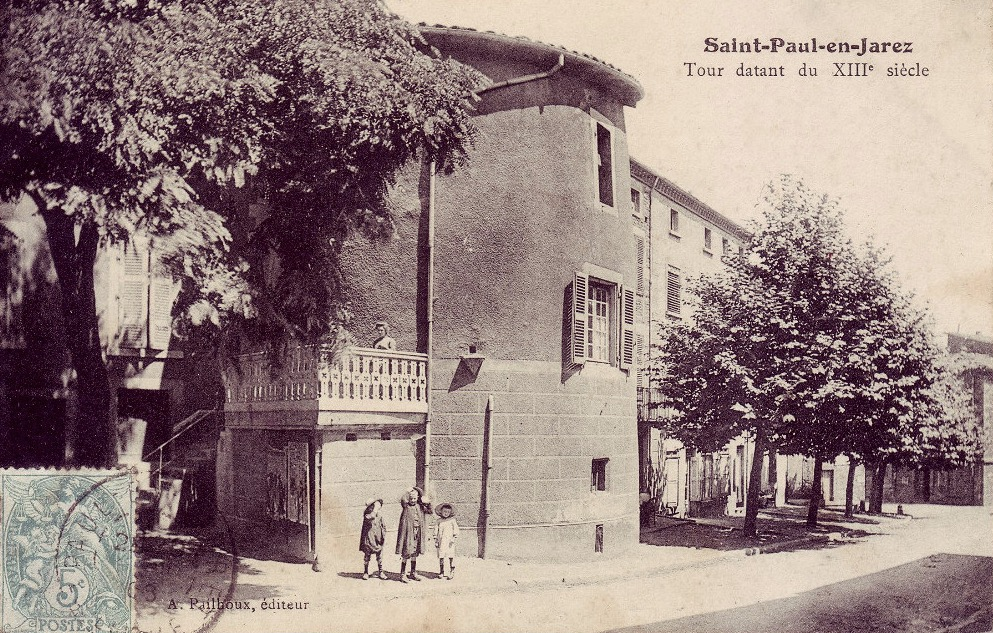
Saint-Paul-en-Jarez, tour datant du XIIIe siècle.
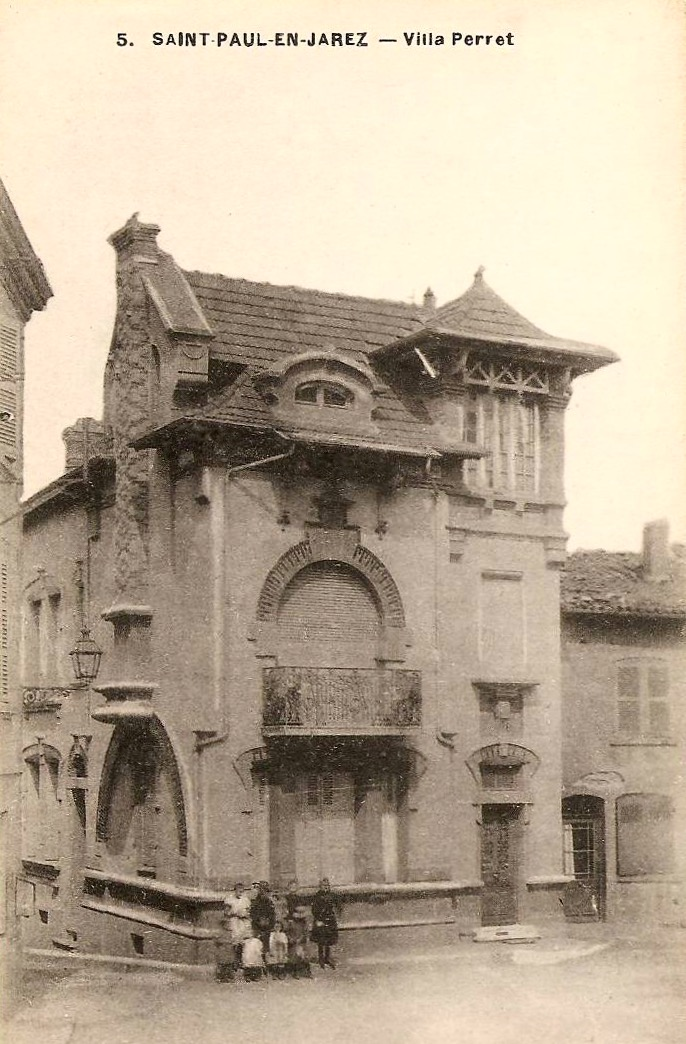
Saint-Paul-en-Jarez, Villa Perret.
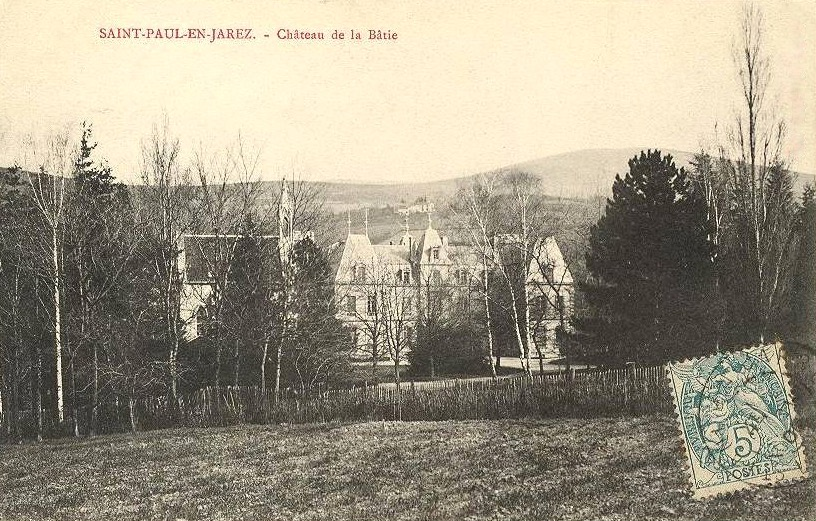
Saint-Paul-en-Jarez, Château de la Bâtie.
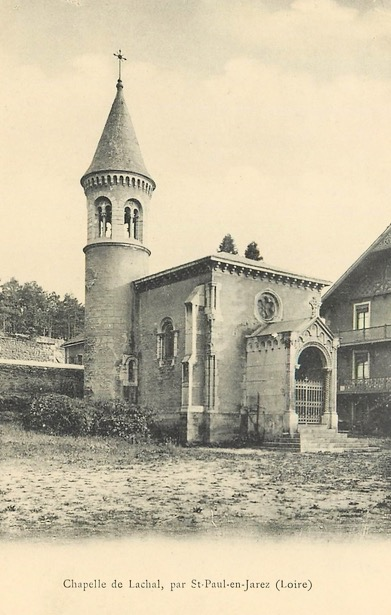
Saint-Paul-en-Jarez, chapelle de Lachal.

### Personnalités liées à la commune

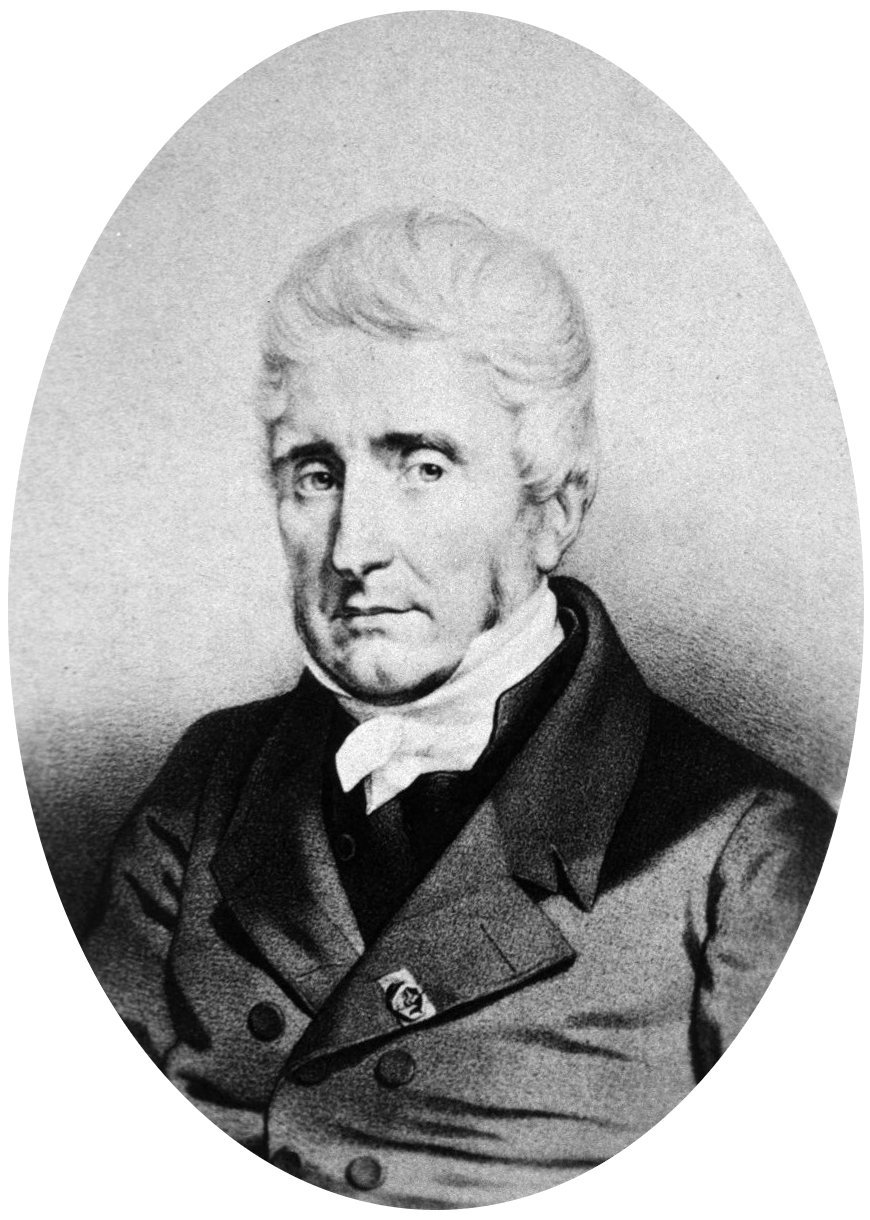
Jacques Lisfranc.

- Noble Augustin Maniquet (1651-1737), pourvu en 1720 de la charge de Conseiller-secrétaire du Roi, Maison couronne de France et de ses Finances en la généralité de Lyon[26].
- Jacques Lisfranc (1787-1847), chirurgien à l'hôpital de la Pitié à Paris, y est né.
- Victor Marquise[27] (1827-1900), manufacturier, fabricant industriel de crayons en graphite.
- Georges Claudinon (1849-1930), député de la Loire, est né à Saint-Paul-en-Jarez.
- Jean Pupat (1901-1960), député de la Loire, né à Saint-Paul-en-Jarez.

### Héraldique
| Blason de Saint-Paul-en-Jarez | Blason  | Parti: au 1er d'argent à la fasce ondée d'azur, accompagnée en chef d'une vierge d'or et en pointe de trois sapins de sinople, au 2e d'azur plain ; au coq de sable brochant sur le tout en pointe. |
| Blason de Saint-Paul-en-Jarez | Détails | |

### Jumelages
- Herbertingen (Allemagne)

### Fêtes
- Les journées des Métiers d'Art : dernier week-end de septembre.
- La quintaine et la vogue : dernier week-end de janvier ou le lundi suivant se trouve également en janvier.
- La quintaine est une fête pendant laquelle les « classards » cassent une boîte contenant de la craie. Avant, elle était remplie de mines de crayons fracassés mais à la suite de la fermeture des Usines Marquise, la tradition fut abandonnée. Elle a été reprise quelques années plus tard, avec de la poudre de mine de crayon venant d'une autre usine. Il faut savoir qu'au début de cette tradition (plus de 350 ans), c'était des entrailles de dinde que les habitants se lançaient à la figure.

### Photographies anciennes

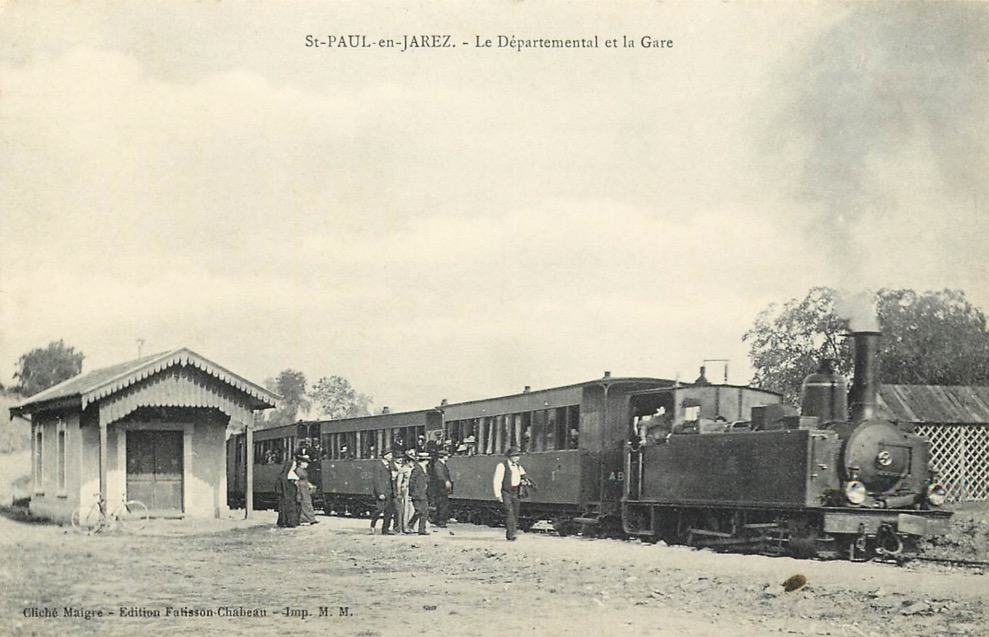
Saint-Paul-en-Jarez, le Départemental et la gare.
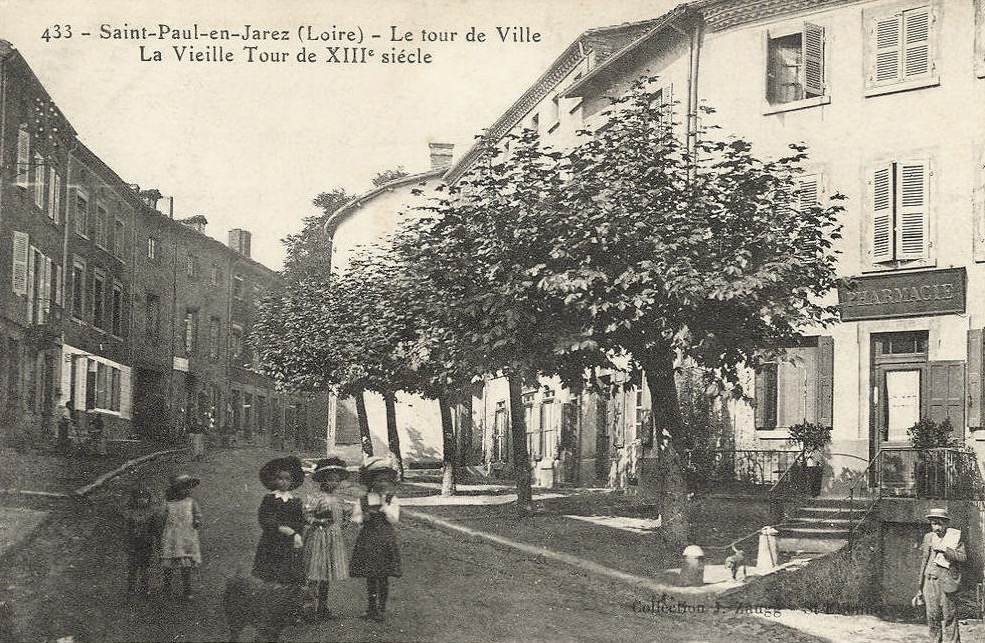
Saint-Paul-en-Jarez, la vieille tour.
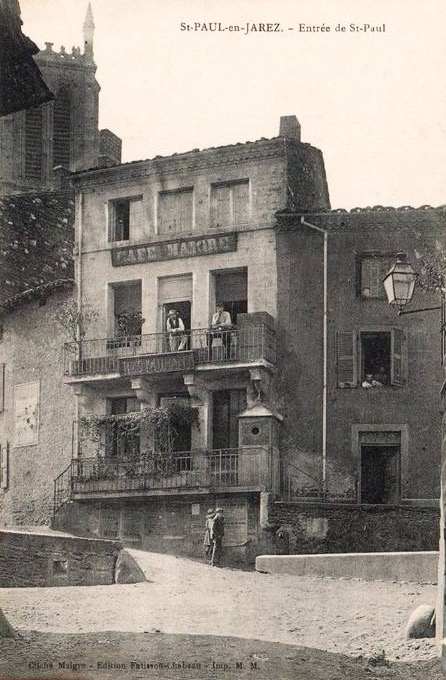
Saint-Paul-en-Jarez, entrée.
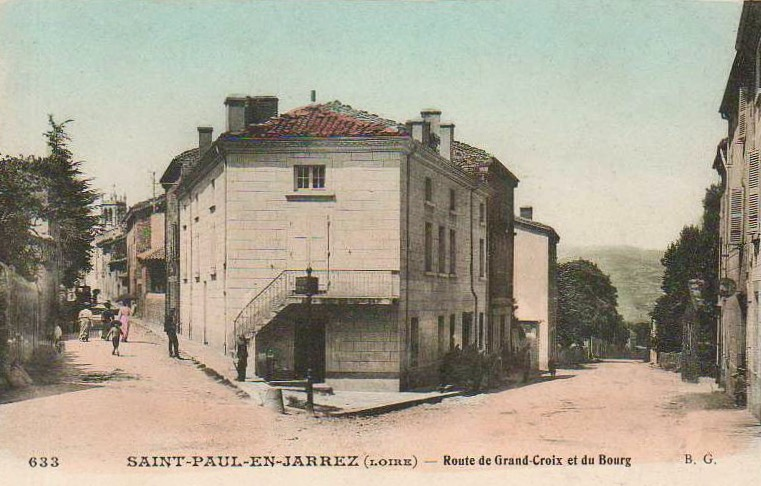
Saint-Paul-en-Jarez, route de Grand-Croix et du Bourg.
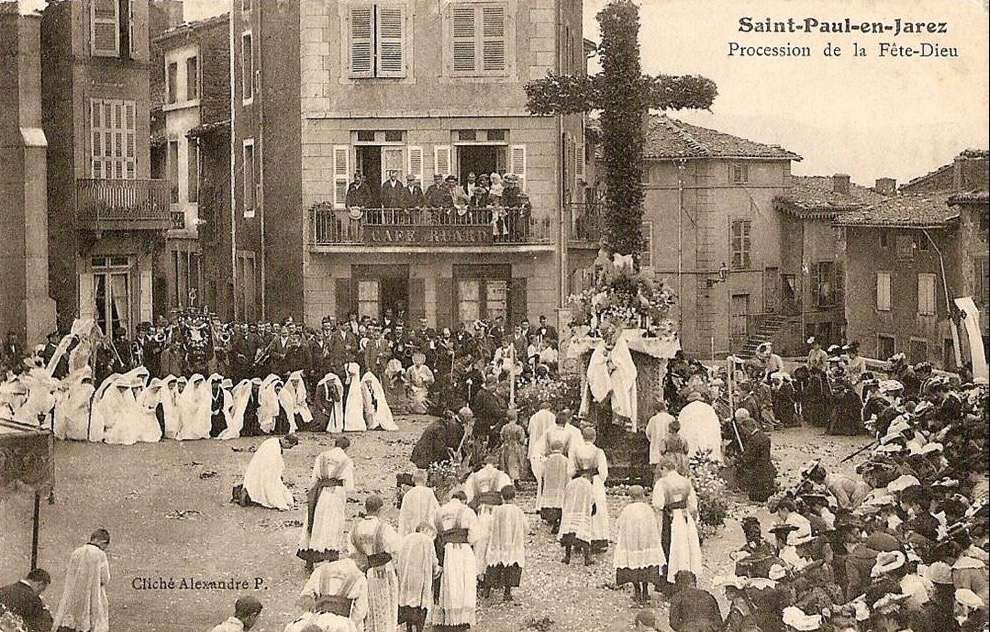
Saint-Paul-en-Jarez, procession de la Fête-Dieu.